# Prázdné domy

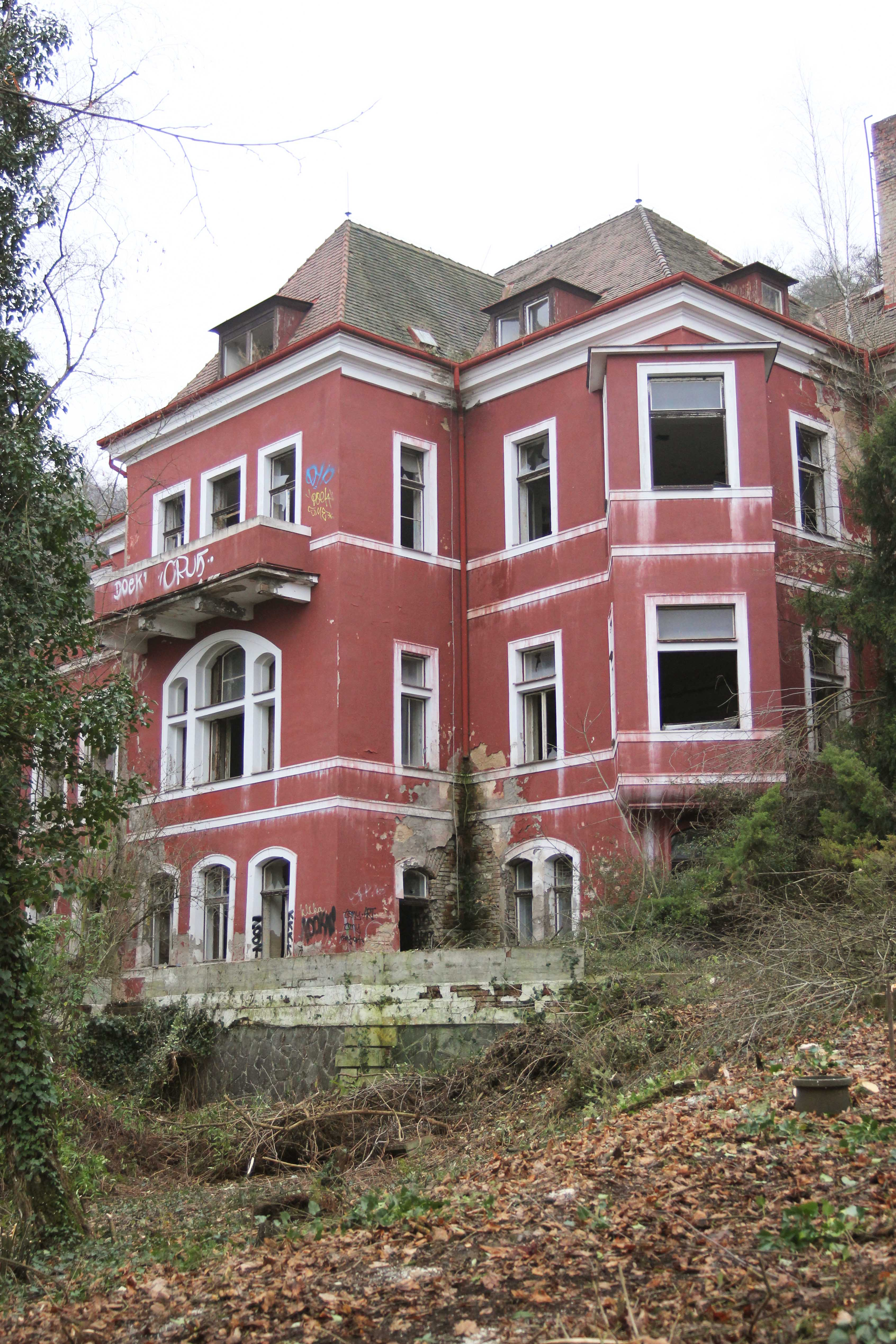
Wölfelova (Weinmannova) vila, Ústí nad Labem

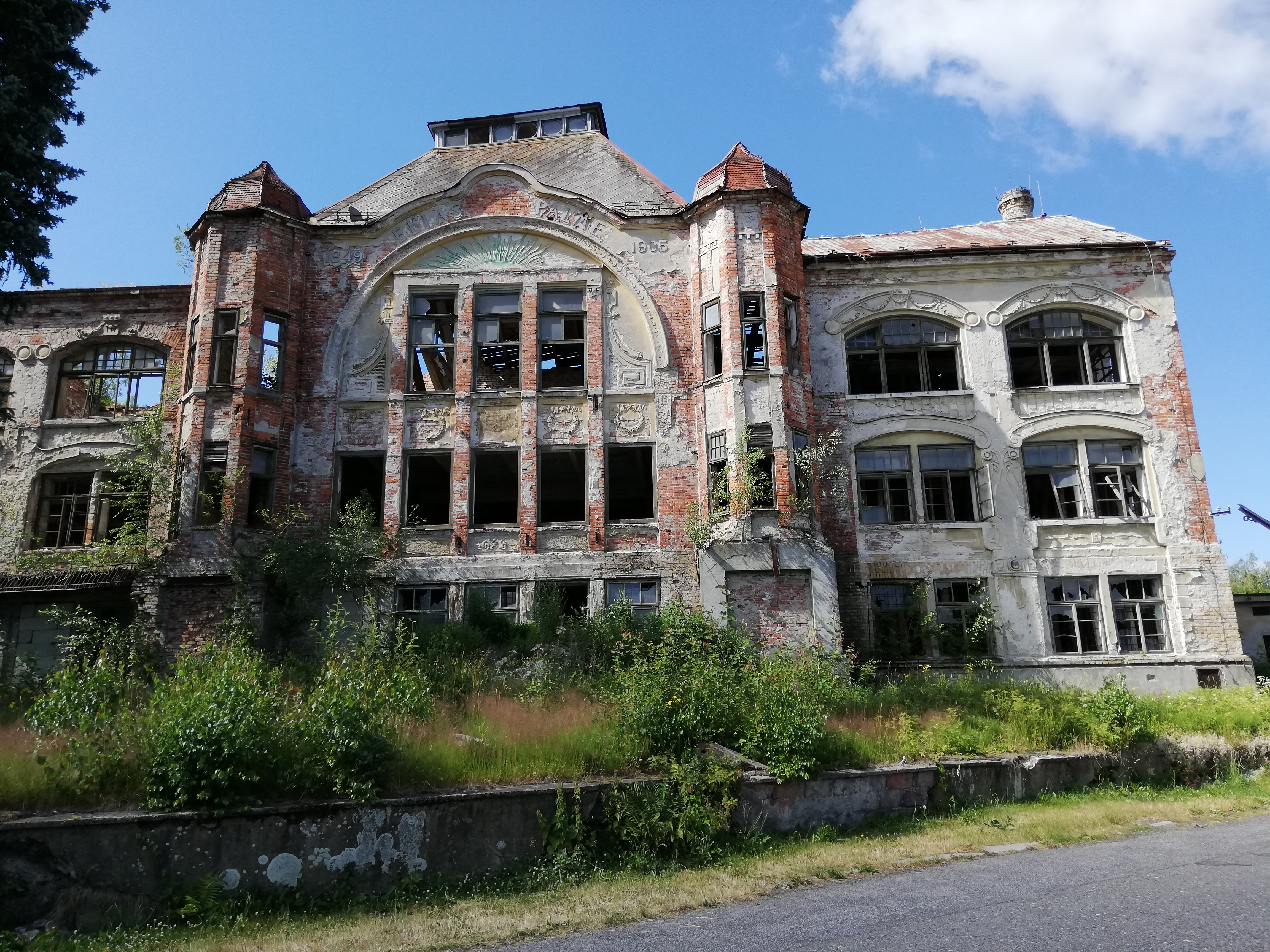
Chátrající sklárna Elias Palme, Kamenický Šenov (2019)

Prázdné domy je webový archiv evidující prázdné domy na území České republiky. Spoluzakladateli portálu jsou Petr Zeman a realitní makléř Radomír Kočí. Správu portálu zajišťují členové spolku Prázdné domy. Od března 2015 web sestavují dobrovolníci z celé ČR. Projekt se mimo jiné snaží upozornit na nevyužité, prázdné a chátrající domy, které často snižují hodnotu okolních nemovitostí a přinášejí negativní sociální jevy, zatímco se staví nové domy na zelených loukách. 
Portál také mapuje historii a postupný vývoj objektů v časové ose. Domy jsou rozdělovány do kategorií, podle kterých si může uživatel zobrazit na mapě objekty podle toho, zda jsou prázdné, k záchraně, v rekonstrukci, používané a zaniklé.
Členové portálu pořádají také vycházky a výlety, jejichž cílem je upozornit na problematiku prázdných domů, na jejich negativní působení v struktuře města (např. squatting), ale naopak ukazují i kvalitní hodnotnou architekturu a významné architekty a stavebníky. Snaží se také komunikovat s majiteli prázdných nemovitostí, zprostředkovávat kontakty či organizovat dobrovolné brigády. Od roku 2019 se spolek Prázdné domy stará o beuronskou kapli Panny Marie Bolestné pod Barrandovskými terasami, kterou má v pronájmu od soukromé osoby.
K 5. únoru 2023 bylo na webu Prázdné domy v České republice evidováno 7599 domů, z toho v kategoriích prázdný a k záchraně celkem 3671. Krom nájemních domů, vil a církevních objektů chátrají také některé usedlosti; v dezolátním stavu jsou například pražské usedlosti Skalka (rekonstrukce byla započata v listopadu 2022, ale zastavena již o necelý rok později) nebo hlavní budova usedlosti Panenská, z níž v současnosti (2025) již mnoho let stojí dokonce už jen obvodové zdi.